# 中原氏鼠李
中原氏鼠李（学名：Rhamnus nakaharae），又名台中鼠李，为鼠李科鼠李属下的一个种。

## 扩展阅读
- 維基物種上的相關：中原氏鼠李